# Кримська залізниця
ФДУП Кри́мська залізни́ця (рос. ФГУП Крымская железная дорога) — незаконне російське федеральне державне унітарне підприємство на території Кримського півострова, створенне на базі Кримської дирекції залізничних перевезень Придніпровської залізниці внаслідок анексії Криму Росією.

## Історія
11 березня 2014 року захоплено адміністративну будівлю Кримську дирекцію Придніпровської залізниці.
15 березня 2014 року, в результаті анексії Криму Росією ділянки Кримської дирекції залізничних перевезень Придніпровської залізниці, що територіально знаходиться в окупованому Криму, були відірвані з-під контролю Укрзалізниці.
З 1 квітня 2014 року керівництво Кримської залізниці обмежило маршрути курсування приміських поїздів, що з'єднували півострів з материковою частиною України, до станції Солоне Озеро.